# Palythoa complanata
Palythoa complanata är en korallart som beskrevs av Oscar Henrik Carlgren 1951. Palythoa complanata ingår i släktet Palythoa och familjen Zoanthidae. Inga underarter finns listade i Catalogue of Life.